# Rions Wasserhahnenfuß
Rions Wasserhahnenfuß (Ranunculus rionii), auch Rion-Wasser-Hahnenfuß oder Zarter Wasserhahnenfuß genannt, ist eine Pflanzenart aus der Hahnenfuß (Ranunculus) innerhalb Familie der Hahnenfußgewächse (Ranunculaceae). 
Sie ist relativ unbekannt, da sie oft mit dem Haarblättrigen Wasserhahnenfuß verwechselt wird.

## Beschreibung

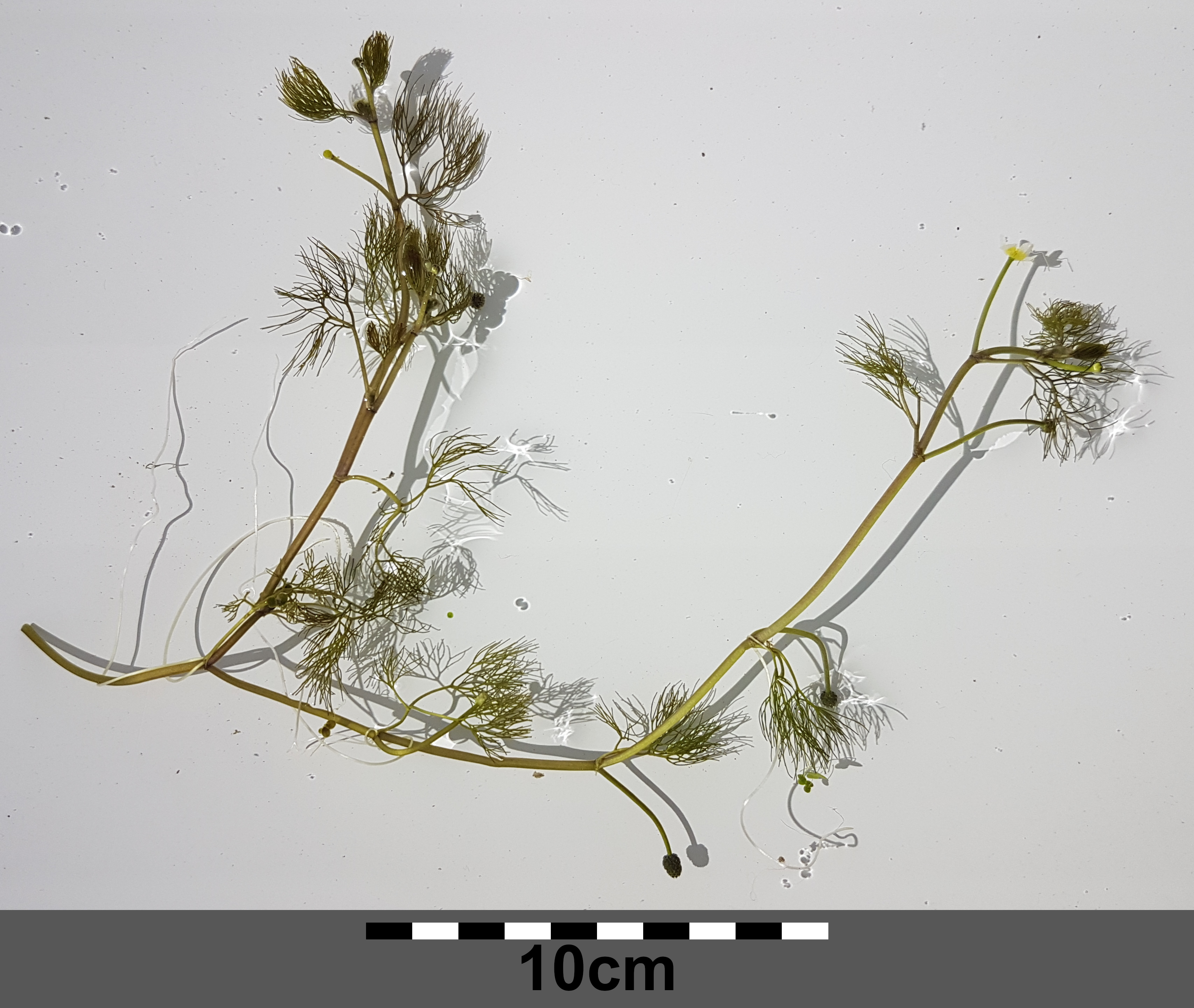
Habitus und Laubblätter

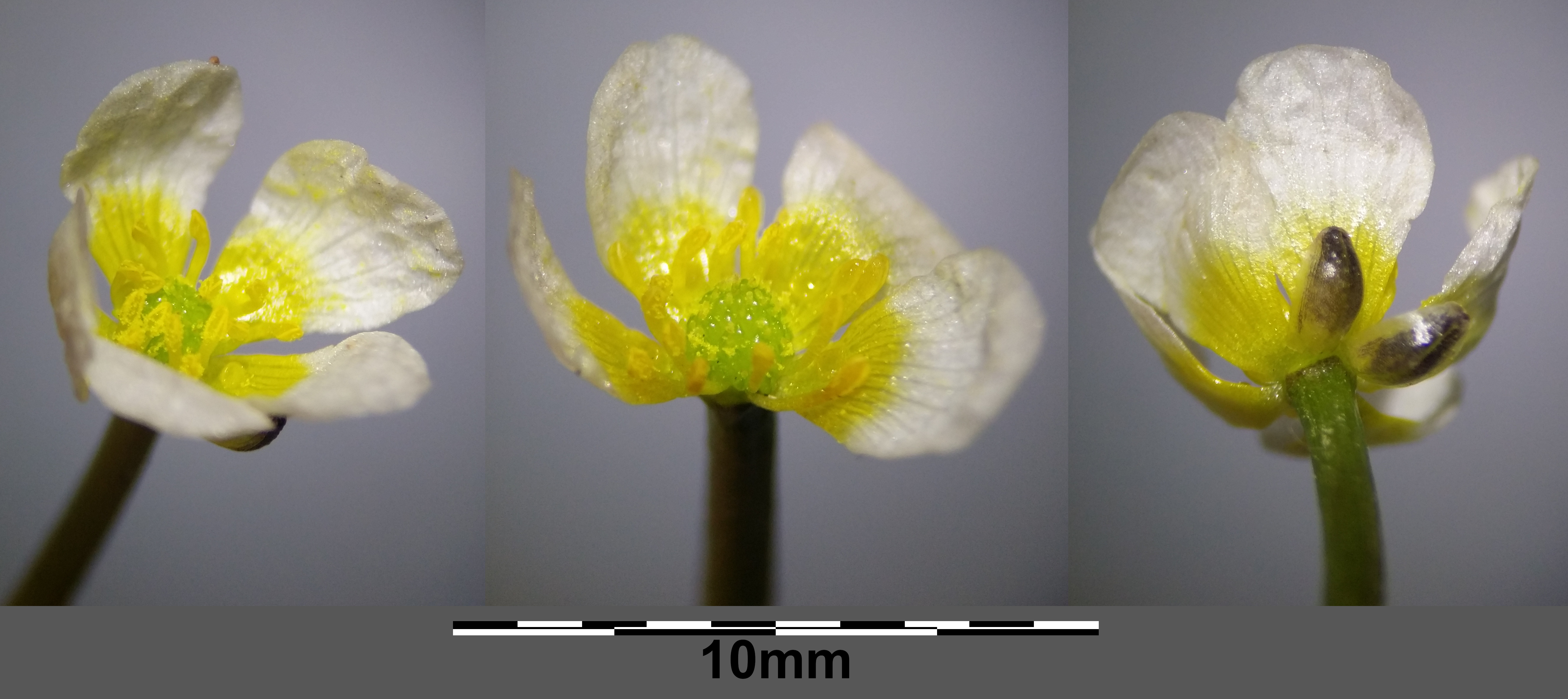
Blüte im Detail

### Vegetative Merkmale
Rions Wasserhahnenfuß ist eine in der Regel einjährige, selten ausdauernde krautige Pflanze. Rions Wasserhahnenfuß bildet keine Schwimmblätter aus und erreicht Längen bis etwa 1 Meter. Sie wurzelt in bis zu zwei Metern Wassertiefe. Die mit Luftkammern versehenen, kahlen, flutenden Stängel wachsen aufrecht oder liegend.
Angepasst an das Leben unter Wasser hat Rions Wasserhahnenfuß fein zerteilte, haarförmige Wasserblätter. Außerhalb des Wassers fallen diese pinselförmig zusammen. Die eiförmigen Nebenblätter sind zu mehr als 2/3 mit dem Blattstiel verwachsen. Die unteren Wasserblätter sind bis 2 Zentimeter lang gestielt, während die oberen am Stängel sitzen. Die Wasserblätter sind im Umriss vieleckig und am Grund dreizählig. Die Blattabschnitte sind nicht parallel, sondern streben steif auseinander, sie sind kurz gestielt und mehrfach gegabelt oder dreiteilig. Die fadenförmigen Blattzipfel breiten sich allseitig schlaff aus. Die Blätter sind meist länger als die Abstände der Stängelknoten.

### Generative Merkmale
Die Blütezeit dauert von Mai bis August. Die langen Blütenstiele entspringen gegenüber dem Blattansatz und sind ein- bis anderthalb mal so lang wie das gegenüberliegende Blatt. Am oberen Teil der Stängel entspringen wenige Blüten und ragen über die Wasseroberfläche.
Die zwittrige fünfzählige Blüte ist bei einem Durchmesser von etwa 1 Zentimeter radiärsymmetrisch, dies ist im Vergleich zu anderen Wasserhahnenfuß-Arten klein. Der Blütenboden ist behaart. Die fünf grünen, kahlen Kelchblätter sind etwa 2,5 Millimeter lang. Die fünf weißen, am Grund gelben Kronblätter überlappen sich nicht. Die Kronblätter sind bei einer Länge von etwa 4 Millimetern sowie einer Breite von etwa 2 Millimeter verkehrt-eiförmig mit gerundetem oberen Ende. Je Blüte sind etwa 15 Staubblätter vorhanden, dabei sind auch Nektarblätter ausgebildet. Die Nektarblätter sind röhrig, haben birnenförmige Mündungen und sind ohne Deckschuppe.
Der Blütenboden ist behaart und verlängert sich zur Fruchtzeit. Aus jeder Blüte wird ein zylinderförmiger Kopf mit 50 bis 100 dicht zusammenstehenden, nur 1 bis 1,2 Millimeter langen und 0,6 bis 0,8 Millimeter breiten, ovalen, stets kahlen Nüsschen gebildet. Diese haben vier bis zehn querlaufende Runzeln und sind an der Spitze violett gefleckt.

### Chromosomensatz
Die Chromosomenzahl beträgt 2n = 16.

### Ähnliche Arten
Rions Wasserhahnenfuß ist dem Haarblättriger Wasserhahnenfuß (Ranunculus trichophyllus) sehr ähnlich, unterscheidet sich aber durch einen kahlen Fruchtkopf mit 50 bis 100 Früchtchen. Beim Haarblättrigen Wasserhahnenfuß ist der Früchtchenkopf kugelig, die Nüsschen sind 1,4 bis 1,9 Millimeter lang und 0,9 bis 1,2 Millimeter breit und auf dem Rücken gegen den Schnabel hin stets borstig behaart. Trotzdem ist die Art wenig bekannt und wird daher häufig verwechselt. Sie weist zudem eine große Variabilität ihrer Blattmerkmale auf.

## Ökologie
Rions Wasserhahnenfuß wächst als Wasserpflanze = Hydrophyt.
Manchmal schließen Pflanzenexemplare von Ranunculus rionii ihren Lebenszyklus innerhalb weniger Wochen ab. Die Bestäubung erfolgt durch Insekten oder durch Selbstbestäubung der zwittrigen Blüten. Die Ausbreitung der Diasporen erfolgt durch Vögel, meist zusammen mit anderen Hydrophyten. Viele Fundstellen liegen dementsprechend entlang der großen Vogelzugrouten. Die Samen können offenbar im Boden lange überdauern und keimfähig bleiben.
Wie alle anderen Ranunculus-Arten ist Rions Wasserhahnenfuß giftig.

## Vorkommen
Rions Wasserhahnenfuß gedeiht in den gemäßigten Gebieten Eurasiens bis in Höhenlagen von etwa 700 Metern. In Südafrika und im westlichen Nordamerika ist Ranunculus rionii ein Neophyt. In Europa kommt er zerstreut und oft isoliert in der Schweiz, Südwestdeutschland, Frankreich, Tschechien, Niederösterreich, Slowenien und im westlichen Ungarn vor. Südlich der Alpen wächst er nur in Norditalien, und in Südosteuropa kommt er im Bereich der Dalmatinischen und Adriatischen Küste von Slowenien bis Griechenland und etwas häufiger in Rumänien sowie auf der Krim vor.
Rions Wasserhahnenfuß wächst auf mäßig nährstoffreichen, neutralen bis basischen, tonig-schlammigen (nie schotterigen) Teichböden. Er besiedelt sonnige, klare, sich im Sommer stark erwärmende und teilweise oder vollkommen austrocknende Tümpel und Teiche. In Deutschland kommt er auch in Baggerseen, Gräben und Altarmen von Flüssen mit geringer Strömung vor. Diese konkurrenzschwache Pflanzenart finden sich vor allem an Pionierstandorten wie neuentstandenen Gruben in Lehm-, Sand- oder Kiesböden. Ranunculus rionii kommt vor in Pflanzengesellschaften des Verbands Potamogetonion.
Die ökologischen Zeigerwerte nach Landolt et al. 2010 sind in der Schweiz: Feuchtezahl F = 5u (unter Wasser), Lichtzahl L = 3 (halbschattig), Reaktionszahl R = 4 (neutral bis basisch), Temperaturzahl T = 4+ (warm-kollin), Nährstoffzahl N = 2 (nährstoffarm), Kontinentalitätszahl K = 4 (subkontinental).
In der Schweiz und in anderen europäischen Ländern steht Rions Wasserhahnenfuß auf der Roten Liste der gefährdeten Pflanzenarten. In der Roten Liste der gefährdeten Pflanzenarten in Deutschland ist er in Kategorie 3 = „Gefährdet“ eingetragen.

## Systematik
Die Erstbeschreibung von Ranunculus rionii erfolgte 1848 durch den Schweizer Botaniker Franz Lagger in Flora oder Botanische Zeitung, Band 31, S. 49. Das Artepitheton ehrt den Domherrn Alphonse Rion (1809–1856), der als Naturforscher im Kanton Wallis tätig und Erstentdecker dieser Art ist. Synonyme für Ranunculus rionii (Lagger) sind: Ranunculus flaccidus var. rionii (Lagger) Hegi, Ranunculus trichophyllus subsp. rionii (Lagger) Jáv., Batrachium trichophyllum subsp. rionii (Lagger) C.D.K.Cook.
Ranunculus rionii gehört zur Artengruppe der „weißblütigen Wasserhahnenfüße“ (Ranunculus aquatilis agg.) Ranunculus rionii gehört zusammen mit den anderen Wasserhahnenfuß-Arten zur Untergattung Batrachium (DC) A.Gray.